# Margarete Schütte-Lihotzky

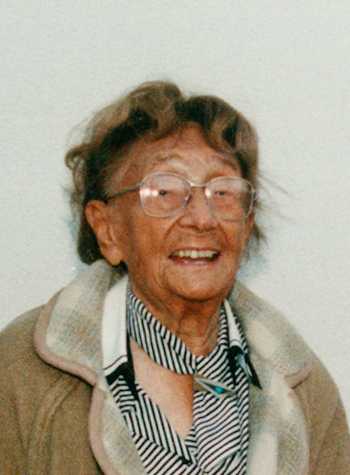
Margarete Schütte-Lihotzky, 1997

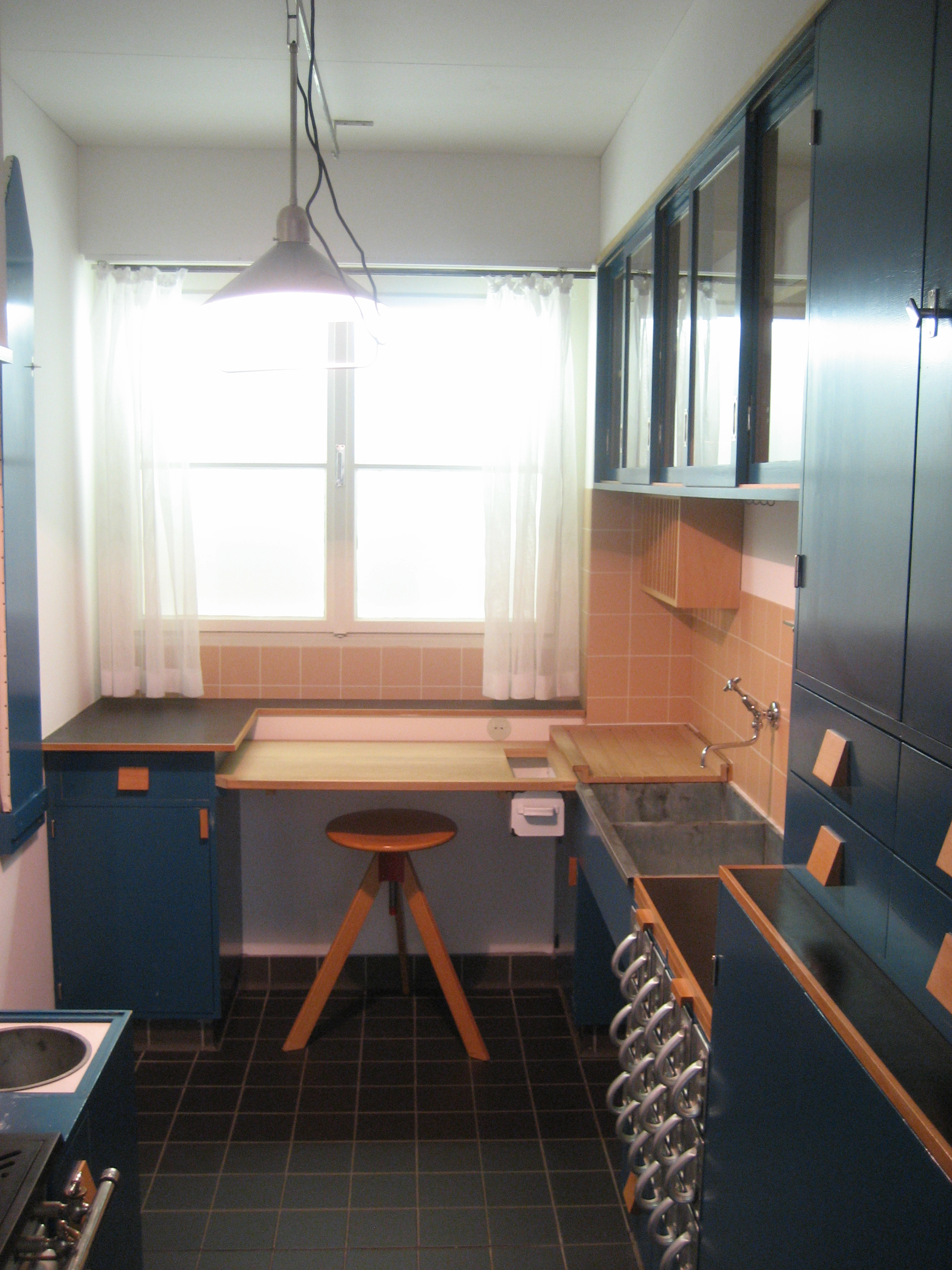
Die Frankfurter Küche von 1926. Rekonstruktion mit Lihotzky, 1990

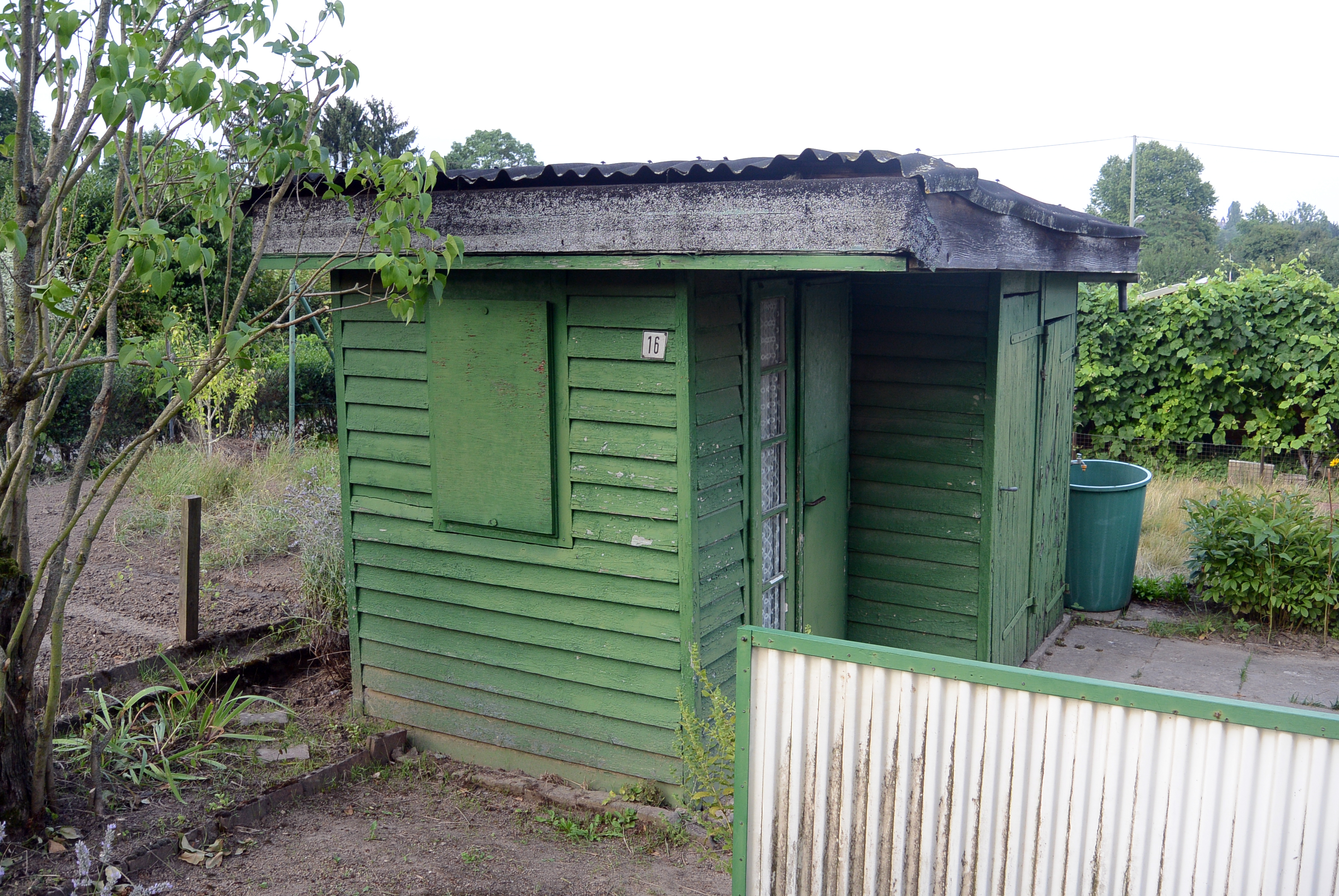
Typisiertes Schrebergartenhaus in Frankfurt, 1925–1930 (Zustand 2014)

Margarete Schütte-Lihotzky (* 23. Jänner 1897 in Wien-Margareten, Österreich-Ungarn; † 18. Jänner 2000 in Wien) war eine österreichische Architektin. Sie war eine der ersten Frauen, die in Österreich Architektur studierten, und wahrscheinlich die erste Frau, die den Beruf in Österreich umfassend ausübte. Sie lebte und arbeitete einige Jahre in Deutschland und der Sowjetunion. Der Entwurf der Frankfurter Küche machte sie international bekannt.

## Leben

### Familie
Margarete Lihotzky entstammte einer bürgerlichen Wiener Familie. Ihr Vater Erwin Lihotzky (1856–1923) war ein liberal gesinnter Staatsbeamter mit pazifistischen Tendenzen, der das Ende des Habsburger Reiches und die Gründung der Republik von 1918 befürwortete. Ihre Mutter Julie, geborene Bode (1866–1924), war mit dem deutschen Kunst- und Museumsexperten Wilhelm von Bode verwandt. Urgroßvater Franz Lihotzky war Bürgermeister von Czernowitz, der Hauptstadt des k.k. Kronlandes Bukowina, des östlichsten Kronlandes des alten Österreich. Dessen Sohn Gustav Lihotzky war zunächst Richter in Czernowitz und später Hofrat im k.k. Justizministerium in Wien.

### Ausbildung
Margarete Lihotzky studierte von 1915 bis 1919 an der k.k. Kunstgewerbeschule (heute Universität für angewandte Kunst Wien), wo (später berühmte) Künstler wie Josef Hoffmann, Anton Hanak und Oskar Kokoschka unterrichteten. Als Margarete Schütte-Lihotzky 1997 ihren 100. Geburtstag feierte, erwähnte sie, 1916 habe niemand geglaubt, dass je eine Frau beauftragt werde, ein Haus zu errichten – nicht einmal sie selbst. Sie studierte Architektur bei Oskar Strnad und Baukonstruktion bei Heinrich Tessenow. Strnad war ein feinsinniger Architekt und eine bedeutende Lehrerpersönlichkeit. Er führte seine Studentin 1917 zur Teilnahme am Wettbewerb für „Arbeiterwohnungen“, wo sie erstmals auf das Thema des sozialen Bauens traf. Sie erhielt den Max-Mauthner-Preis für ihr Projekt. Während ihrer ersten Büropraxis bei Strnad fertigte sie Pläne für ein Theaterprojekt von Max Reinhardt. Im Juli 1919 wurde ihr als Schülerin von Strnad der Eitelberger- und der Lobmeyr-Preis (gestiftet von der Gesellschaft zur Förderung der Kunstgewerbeschule Wien) zugesprochen.

### Wien und Frankfurt

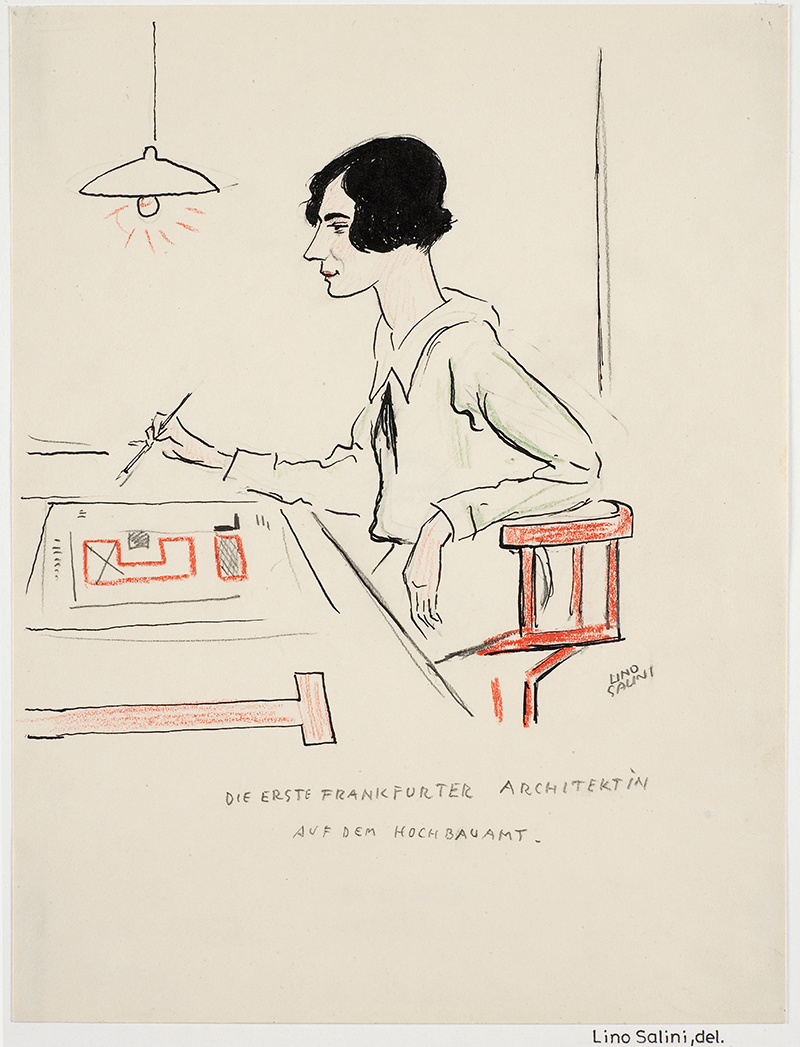
Die erste Frankfurter Architektin auf dem Hochbauamt Margarete Schütte-Lihotzky, 1927, Zeichnung von Lino Salini

Durch die Teilnahme an einem Wettbewerb für eine Schrebergartenanlage am Schafberg kam sie mit der Siedlerbewegung in Wien in Kontakt. Anfang 1921 arbeitete sie gemeinsam mit Adolf Loos für die Siedlung Friedensstadt am Lainzer Tiergarten. Anschließend plante sie mit Architekt Ernst Egli die Steinhäuser für die Siedlung „Eden“ in Wien 14. Sie beschäftigte sich mit Fragen des Wohnens und der Rationalisierung der Hauswirtschaft und verfasste ihren ersten Artikel. Ab 1922 arbeitete sie im Baubüro des Österreichischen Verbandes für Siedlungs- und Kleingartenwesen. Sie entwarf Siedlerhütten und Siedlerhäuser, entwickelte „Kernhaustypen“, gründete die „Warentreuhand“, eine Beratungsstelle für Wohnungseinrichtung, und war wesentlich an Planung und Aufbau der großen Siedlerausstellungen auf dem Rathausplatz in Wien 1922 und 1923 beteiligt.
Ernst May, den Lihotzky als Mitarbeiterin von Loos kennengelernt hatte, ermöglichte ihr, in der Zeitschrift Schlesisches Heim, die er in Breslau herausgab, zu publizieren. May leitete das Hochbauamt der Stadt Frankfurt am Main. 1926 engagierte er Margarete Lihotzky an die Typisierungsabteilung, wo der neue Wohnungsbau mit der „Frankfurter Küche“ entwickelt wurde. Diese gilt heute als Prototyp der modernen Einbauküche. Aufgrund wissenschaftlicher Forschung, u. a. durch Frederick Winslow Taylor aus den USA, sowie der Speisewagenküche der Eisenbahn als Modell, entwarf Grete Lihotzky das „Labor einer Hausfrau“, das auf den Grundlagen der „Griff- und Schrittersparnis“ auf minimalem Raum ein Maximum an Ausstattung bietet, um den Frauen die Arbeit zu erleichtern. In den Frankfurter Siedlungen wurden in mehreren Varianten ca. 12.000 Küchen eingebaut. Im Hochbauamt der Stadt lernte sie ihren Kollegen Wilhelm Schütte kennen, den sie 1927 heiratete.

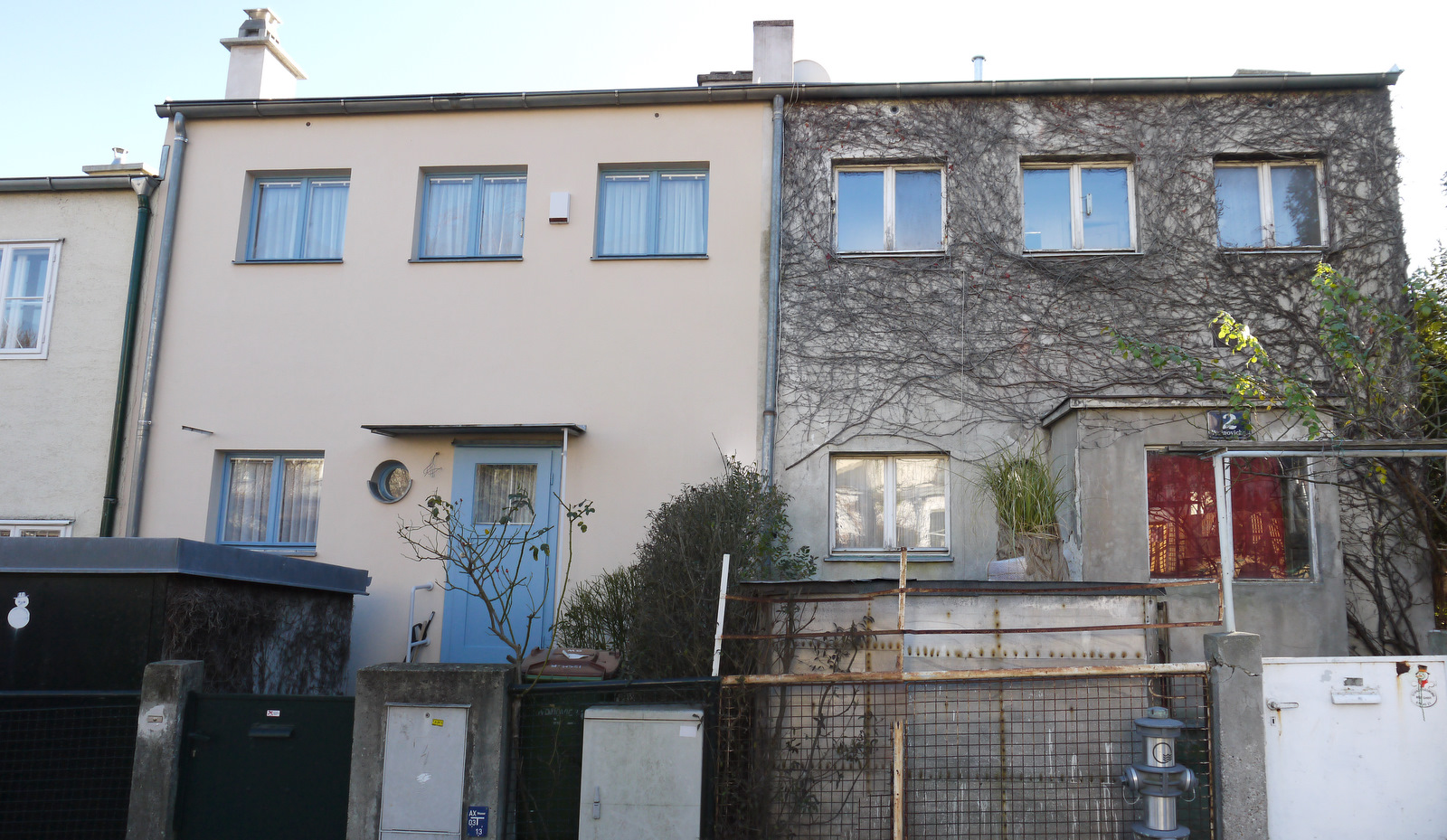
Werkbundsiedlung Wien 1932, Woinovichgasse 2 und 4

Für die Wiener Werkbundsiedlung (1930–1932), die der Öffentlichkeit 1932 im Rahmen einer europäischen Wohnbauausstellung vorgestellt wurde, entwarf sie zwei Reihenhäuser mit je 35 m² Grundfläche (Woinovichgasse 2 und 4). Unter den 32 Architekten der Siedlung war Schütte-Lihotzky die einzige Frau.

### Moskau und Türkei
Als die politische und wirtschaftliche Situation in der Weimarer Republik sich verschlechterte, nahm Ernst May mit einer Gruppe von Experten 1930 eine Berufung nach Moskau an. Dabei waren Margarete Schütte-Lihotzky als Expertin für Kinderbauten und Wilhelm Schütte als Experte für Schulbau. Die Brigade May war beauftragt, an der Umsetzung des ersten Fünfjahresplanes Stalins für die Sowjetunion mitzuwirken, indem sie sozialistische Städte plante. Dies war als erstes die Industriestadt Magnitogorsk mitten im „Nirgendwo“ des südlichen Urals, von der nach den ursprünglichen Plänen nur das 1. Quartal verwirklicht wurde. Bei ihrer Ankunft bestand die Stadt aus Lehmhütten und -kasernen. Die Planzahl sah 200.000 Einwohner in den nächsten Jahren vor, von denen die Mehrheit in der Stahlindustrie arbeiten sollte. Hier entwarf sie u. a. den Kindergarten in der ulica Tschaikowskowo 52.
1933 schickte Margarete Schütte-Lihotzky Pläne und Fotos ihrer Arbeiten nach Chicago, wo sie auf der Weltausstellung präsentiert wurden. 1934 unternahm sie mit ihrem Mann Studien- und Vortragsreisen nach Japan und China. 1934–1936 war sie Mitarbeiterin des Moskauer Architektur-Instituts und entwarf hier vor allem Kindermöbel. Im August 1937 verließ das Ehepaar Moskau in Richtung Paris, weil an der dortigen deutschen Botschaft die Bedingungen für eine notwendig gewordene Passverlängerung günstiger waren. Das Paar blieb seinen marxistischen Überzeugungen treu, opponierte nicht offen gegen die „Stalinschen Säuberungen“, kehrte aber auch nicht nach Moskau zurück, wahrscheinlich weil den beiden bewusst war, dass die Situation in der Sowjetunion, besonders auch für deutsche Emigranten, immer prekärer wurde. (Die sogenannte „Deutsche Operation des NKWD“ begann gerade.) Stattdessen übersiedelte das Ehepaar nach Istanbul, wo beide die Möglichkeit hatten, an der Akademie der Schönen Künste zu unterrichten und zu arbeiten.
Am Vorabend des Zweiten Weltkrieges war Istanbul in der neutralen Türkei ein relativ sicherer Ort für emigrierte Europäer, darunter Künstler und Architekten wie Bruno Taut und Clemens Holzmeister. Margarete Schütte-Lihotzky entwarf an der Akademie u. a Typenprojekte für Dorfschulen und einen Erweiterungsbau für ein Lyzeum in Ankara. Im Jahre 1939 schloss sie sich zusammen mit ihrem Ehemann einer Auslandsgruppe der KPÖ an, die in Istanbul von dem österreichischen Architekten Herbert Eichholzer nach dem Anschluss Österreichs an Nazi-Deutschland zur Unterstützung des Widerstandes in Österreich gerade gegründet worden war. Als Schütte-Lihotzkys Vertrag mit der Akademie anders als der ihres Mannes gekündigt wurde, reiste sie im Dezember 1940 im Auftrag der Istanbuler Gruppe nach Wien, um mit der Widerstandsbewegung der KPÖ als Kurier in geheime Verbindung zu treten.

### Widerstand und Haft
Wenige Wochen nach ihrer Ankunft in Wien wurde Margarete Schütte-Lihotzky am 22. Januar 1941 nach dem Verrat des Spitzels „Ossi“ (Deckname von Kurt Koppel) zusammen mit Erwin Puschmann, dem Leiter der Widerstandsgruppe in Österreich, von der Gestapo festgenommen. Gemeinsam mit Puschmann und vier anderen Mitgliedern der Widerstandsgruppe wurde sie wegen Hochverrats angeklagt. Im Prozess forderte der Staatsanwalt für alle Angeklagten die Todesstrafe. Drei der Angeklagten (Erwin Puschmann, Franz Sebek und Karl Lisetz) wurden am 5. März 1943 hingerichtet. Schütte-Lihotzky und zwei weitere Angeklagte erhielten im Urteil des 2. Senats des Volksgerichtshofes unter Vorsitz von Robert Hartmann vom 22. September 1942 langjährige Haftstrafen. Schütte-Lihotzky kam zur Verbüßung einer fünfzehnjährigen Haftstrafe ins Frauenzuchthaus nach Aichach, Bayern, aus dem sie im April 1945 von amerikanischen Truppen befreit wurde. Sowohl während der Untersuchungshaft als auch im Zuchthaus in Aichach konnte Margarete Schütte-Lihotzky mit ihrem in Istanbul verbliebenen Mann einen Briefwechsel führen. Die Korrespondenz wurde über ihre Schwester in Wien abgewickelt. Fast alle Briefe überdauerten den Krieg. Sie sind inzwischen vollständig publiziert. Erhalten ist auch ein Brief des türkischen Unterrichtsministeriums vom 4. Mai 1942 an Schütte-Lihotzky, den ihr Anwalt damals an das Gericht übergeben hatte. Schütte-Lihotzky wird in dem Brief für den Bau von Berufsschulen in der Türkei angefordert. Ihren Erinnerungen zufolge glaubt Schütte-Lihotzky, dass es dieser Brief war, der sie vor der Todesstrafe bewahrt hat, weil man auf deutscher Seite die türkische Regierung nicht habe düpieren wollen. (Es ist umstritten, ob der Brief echt ist oder ob es sich um eine Fälschung ihres Mannes, der sie retten wollte, handelt.)

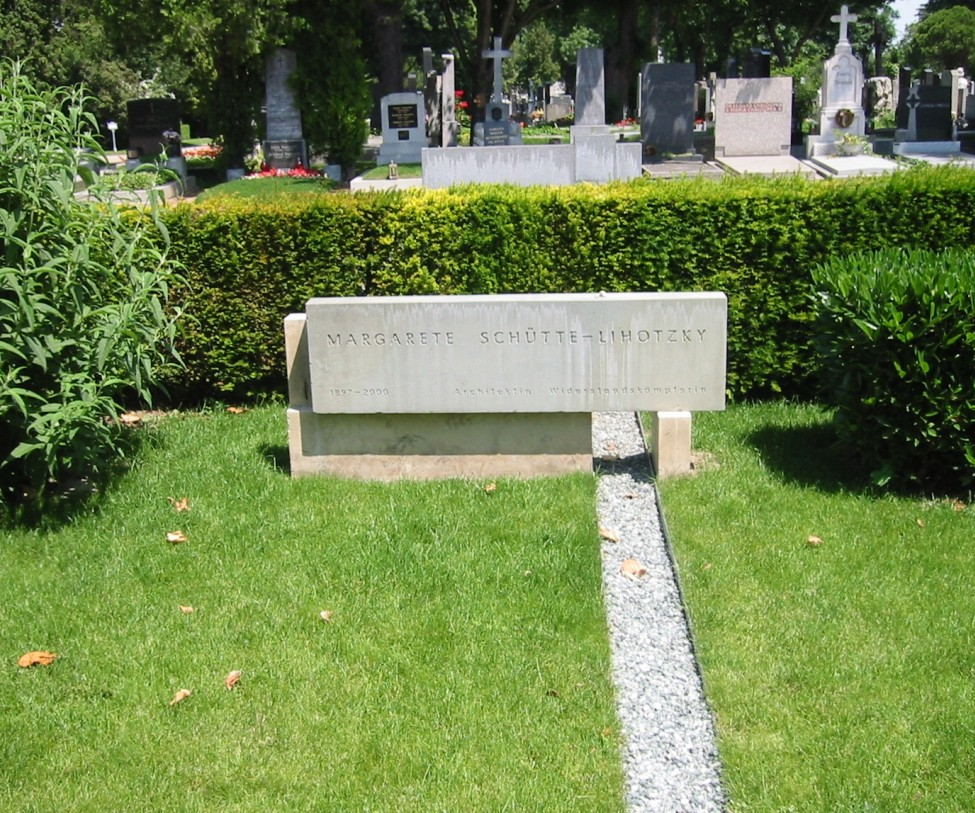
Ehrengrab von Margarete Schütte-Lihotzky auf dem Wiener Zentralfriedhof

### Nachkriegszeit
Nach dem Krieg arbeitete Margarete Schütte-Lihotzky zuerst in Sofia (Bulgarien). 1947 kehrten sie und ihr Mann Wilhelm Schütte nach Wien zurück, wo sie jedoch wegen ihrer politischen Ansichten – sie blieb Kommunistin – kaum Aufträge von der Stadt Wien erhielt. Die regierende Wiener Sozialdemokratie war damals strikt antikommunistisch eingestellt. Allerdings konnte sie um 1950 zwei Gemeindebauten (einen gemeinsam mit ihrem Ehemann) und einen heute denkmalgeschützten Kindergarten auf dem Kapaunplatz (20. Bezirk) entwerfen.
Als im März 1948 mit der Ausstellung Wien 1848 an die hundertjährige Wiederkehr des Wiener Oktoberaufstandes erinnert wurde, gehörte Margarete Schütte-Lihotzky zusammen mit Victor Theodor Slama, Walter Harnisch und Hans Fabigan zur Arbeitsgemeinschaft von vier Künstlern, die für die Organisation und künstlerische Gestaltung der Ausstellung verantwortlich waren. Ihre Teilnahme wurde von Bürgermeister Theodor Körner in seiner Ansprache bei der Ausstellungseröffnung ausdrücklich gewürdigt.
1951 trennte sie sich von ihrem Ehemann Wilhelm Schütte. Sie plante zahlreiche Ausstellungen, arbeitete an Privataufträgen, für internationale Organisationen und für die Frauen- und Friedensbewegung. Sie unternahm Studienreisen, war publizistisch tätig und arbeitete als Beraterin für die Volksrepublik China, Kuba und die DDR.
Von 1954 bis 1956 plante Schütte-Lihotzky mit Wilhelm Schütte, Fritz Weber und Karl Eder das Globus-Verlagsgebäude mit Druckerei-, Redaktions- und Versorgungstrakt am Wiener Höchstädtplatz (20. Bezirk) für die Kommunistische Partei Österreichs. Dort wurde u. a. bis 1990 die KPÖ-Tageszeitung Volksstimme redigiert und gedruckt. Ebenfalls 1954/1956 gestaltete sie mit ihrem Ex-Mann das Volkshaus Graz, der KPÖ, Lagergasse 98a als Umbau eines ehemaligen Fabriksgebäudes. Ein weiteres von ihr entworfenes Gebäude ist das unter Denkmalschutz stehende Volkshaus in Klagenfurt. 1961–1963 errichtete sie für die Stadt Wien einen weiteren Kindergarten in der Rinnböckstraße (11. Bezirk).
In den Jahren 1947 bis 1948 plante und baute die Architektin für ihre Schwester und deren Mann ein Einfamilienhaus in Radstadt (Bürgerbergstraße 3). Nach dem Tod der Schwester 1968 verbrachte Margarete Schütte-Lihotzky ihre Sommermonate in Radstadt, wo sie die Bevölkerung mit ihrer Aufmerksamkeit und ihrem Interesse für Politik und Gestaltung beeindruckte. Bis zuletzt nahm sie regen Anteil an den Veranstaltungen des Kulturkreises Zentrum Radstadt, wo eine ständige kleine Fotoausstellung über das Leben von Margarete Schütte-Lihotzky zu sehen ist.

### 1980er und 1990er Jahre
Sehr spät wurden ihre Werke in Österreich öffentlich anerkannt. Sie erhielt 1980 unter Bürgermeister Leopold Gratz und Kulturstadträtin Gertrude Fröhlich-Sandner (Landesregierung und Stadtsenat Gratz III) den Architekturpreis der Stadt Wien. 1985 erschien die erste Auflage ihrer Erinnerungen aus dem Widerstand. Weitere Preise folgten. Die Überreichung des ihr 1988 zugesprochenen Ehrenzeichens für Wissenschaft und Kunst durch Bundespräsident Kurt Waldheim lehnte sie wegen dessen zweifelhafter NS-Vergangenheit ab und nahm die Auszeichnung erst 1992, als 95-Jährige, von seinem Nachfolger Thomas Klestil entgegen.

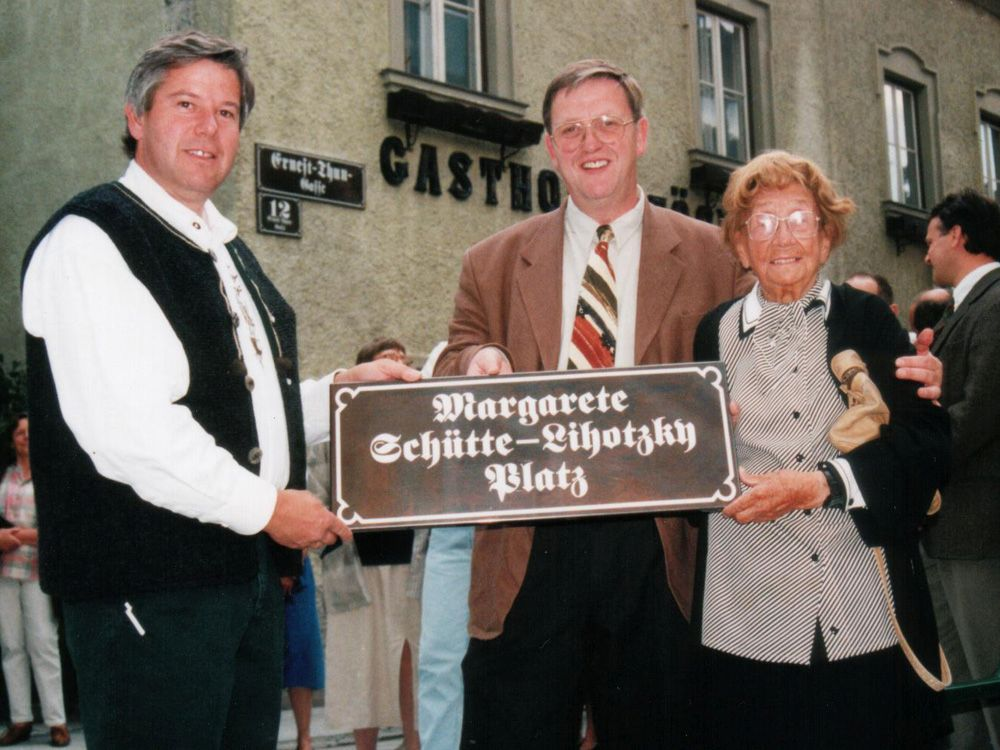
Margarete Schütte-Lihotzky bei der Eröffnung des Margarete-Schütte-Lihotzky-Platzes in Radstadt (1997)

1993 fand im Museum für angewandte Kunst in Wien die erste Ausstellung ihres Gesamtwerkes unter dem Titel „Margarete Schütte-Lihotzky – Soziale Architektur – Zeitzeugin eines Jahrhunderts“ statt. Dazu erschien der gleichnamige Ausstellungskatalog, auf Basis der ersten umfassenden Aufarbeitung ihres Gesamtwerks.
Nachdem Jörg Haider bei einer Debatte im österreichischen Parlament über ein rassistisch motiviertes Bombenattentat, dem vier österreichische Roma zum Opfer gefallen waren, Konzentrationslager als „Straflager“ bezeichnet hatte, klagte Schütte-Lihotzky gemeinsam mit vier weiteren NS-Verfolgten Haider vor dem Wiener Handelsgericht, weil sie in der Bezeichnung eine grobe Verharmlosung des Charakters dieser Lager sah und die Insassen dadurch in die Nähe von Kriminellen gerückt würden.
Margarete Schütte-Lihotzky feierte ihren 100. Geburtstag 1997 und tanzte einen kurzen Walzer mit dem Bürgermeister von Wien, Michael Häupl. Sie äußerte bei diesem Anlass: „Ich würde es genossen haben, ein Haus für einen reichen Mann zu entwerfen.“ Im Zuge der Feier erhielt sie den Ehrenring der Stadt Wien. Anlässlich ihres 100. Geburtstages wurde sie von der Stadtgemeinde Radstadt geehrt; seither heißt der Platz vor dem Zeughaus am Turm Margarete-Schütte-Lihotzky-Platz.
Margarete Schütte-Lihotzky starb in Wien am 18. Jänner 2000, fünf Tage vor ihrem 103. Geburtstag, an den Komplikationen einer Grippe. Sie wurde in einem Ehrengrab auf dem Wiener Zentralfriedhof (Gruppe 33 G, Nummer 28) bestattet.
Bei der Aufarbeitung ihres Nachlasses wurde ein unveröffentlichtes Manuskript gefunden. Dieser Text erschien 2004 als Buch unter dem Titel Warum ich Architektin wurde. Der Nachlass Margarete Schütte-Lihotzkys wurde auf Wunsch der Architektin dem Archiv der Universität für angewandte Kunst Wien übergeben und ist dort für Studienzwecke zugänglich.

## Politisches Engagement
Als es im Mai 1948 während des Griechischen Bürgerkriegs zu einer Massenhinrichtung von Freiheitskämpfern durch die Regierung kam, gehörte sie zu den namhaften Künstlern, die ein Protest-Telegramm mit folgendem Wortlaut sandten: „Erheben Einspruch gegen Massenhinrichtungen griechischer Patrioten. Verlangen sofortige Einstellung der grausamen Maßnahmen im Namen von Recht und Menschlichkeit.“ Im März 1949 beteiligte sie sich an einer ähnlichen Aktion, um gegen die geplante Hinrichtung des griechischen Politikers Manolis Glezos zu protestieren.
Anlässlich des am 20. April 1949 in Paris beginnenden Weltfriedenskongresses gehörte sie zu den Persönlichkeiten, die ein Begrüßungstelegramm verfassten.
Im Jahre 1949 war sie im Wahlkreis V (Margareten, Favoriten, Simmering) Kandidatin des Linksblocks für die Wahl des Wiener Gemeinderates.

## Selbstzeugnisse
„Nebenan war die Klasse für Architektur. Mich hat das ungeheuer fasziniert, dass man auf dem Papier sich etwas ausdenkt, was dann Einfluss hat auf das Leben der Menschen, ob sie froh und glücklich sind, ob sie sich wohlfühlen in ihren vier Wänden oder unglücklich.“

„Da bin ich hinausgeschickt worden mit den Plänen und habe oft in verräucherten Wirtshäusern bei Petroleumlicht, wo es noch gar keine elektrischen Leitungen gab, da habe ich meine Pläne erläutert und habe den Leuten erklärt, wie sie es machen sollen.“

„Ich habe an dem ersten Modell der Frankfurter Küche dreiviertel Jahre gearbeitet, gemeinsam mit der Industrie. Dann haben wir eine Modellküche im Rathaus ausgestellt. Alle Frauenorganisationen sind dahin gekommen, so dass wir nach diesem Experiment dann die Massenherstellung der Küchen vornehmen konnten.“

„Ich habe in zwanzig Jahren zwei Kindergärten gebaut, während ehemalige Nazis, die haben schon ganz große Aufträge gehabt, also in den Sechzigerjahren dann.“

## Benennungen
Im Jahr 2001 wurde in Wien-Margareten (5. Bezirk) der Schütte-Lihotzky-Park sowie in Wien-Floridsdorf (21. Bezirk) der Margarete-Schütte-Lihotzky-Hof nach ihr benannt, 2013 folgte der Schütte-Lihotzky-Weg in Wien-Simmering (11. Bezirk). Nachdem in Frankfurt am Main Straßen mit Namen von Protagonisten des Projekts Neues Frankfurt benannt werden, wurde eine vorher namenlose Grünanlage in Margarete-Schütte-Lihotzky-Anlage umbenannt. In München tragen eine Straße und ein Kulturzentrum ihren Namen (Margarete-Schütte-Lihotzky-Straße, Kulturzentrum Lihotzky). Außerdem gibt es an der Technischen Universität Wien den Schütte-Lihotzky-Hörsaal.

## Verein, Ausstellungs- und Informationsraum

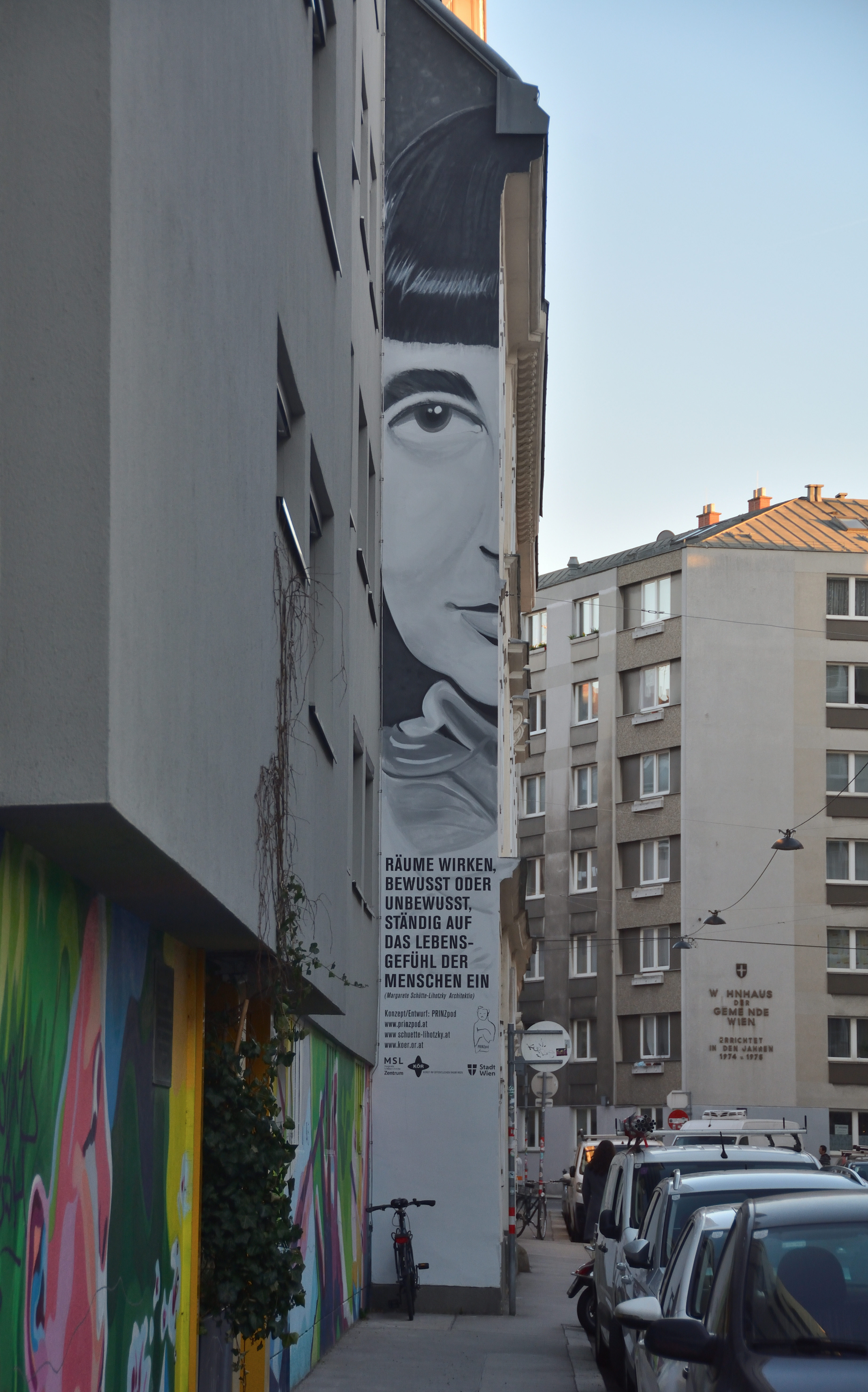
Mural von PRINZpod an der Wand zum Nachbarhaus Franzensgasse 14

Von 2013 bis 2021 betrieb der Margarete Schütte-Lihotzky Club (als unabhängiger Verein) den Margarete Schütte-Lihotzky Raum im 3. Wiener Gemeindebezirk, Untere Weißgerberstraße 41, seit 2021 leitet er das Margarete Schütte-Lihotzky Zentrum in der ehemaligen Wohnung Margarete Schütte-Lihotzkys im 5. Wiener Gemeindebezirk, Franzensgasse 16. Sämtliche Ausstellungen und Veranstaltungen sind allgemein zugänglich. Die Finanzierung des Clubs beruht auf öffentlicher Förderung, Spenden, Mitgliedsbeiträgen und Sponsoring. Schütte-Lihotzkys eigene Küche in der Franzensgasse in Wien wurde 2024 bis ins Detail (u. a. mit klappbarem Bügelbrett und Durchreiche ins Esszimmer) von der Architektin Renate Allmayer-Beck rekonstruiert. Die Küche und die Geräte stammen aus den 1970er Jahren bzw. wurden originalgetreu nachgebaut. Sie ist funktionsfähig und kann seit September 2024 besichtigt werden. Die ganze Wohnung steht seit 2021 unter Denkmalschutz (Listeneintrag).

## Ausstellungen
- Grete Lihotzky. Die ersten Jahre der Architektin in Wien. Ausstellung im Margarete Schütte-Lihotzky Raum, vom 11. Juni bis 18. Dezember 2015.
- Widerstand und Befreiung. Margarete Schütte-Lihotzky im Widerstand gegen den Nationalsozialismus 1938–1945. Ausstellung im Margarete Schütte-Lihotzky Raum, vom 25. Oktober 2016 bis 30. Juni 2017[34]

## Auszeichnungen
- 1985: Johann Joseph Ritter von Prechtl-Medaille der TU Wien
- 1989: Ehrendoktor der Technischen Universität Graz[35]
- 1992: Österreichisches Ehrenzeichen für Wissenschaft und Kunst (verliehen 1988)
- 1992: Ehrendoktor der Technischen Universität München[36]
- 1994: Ehrendoktorin der Technischen Universität Wien[37]
- 1997: Ehrendoktorin der Technischen Wissenschaften, Universität Innsbruck[38]
- 1997: Großes Goldenes Ehrenzeichen mit dem Stern für Verdienste um die Republik Österreich[39]
- 2013: Margarete-Schütte-Lihotzky-Straße in Schwabing-Freimann in München[40]

## Bauten und Schriften

### Bauten (Auswahl)
- Siedlung Heuberg, Wien 17., Entwurf von 2 Hauseinheiten (als Mitarbeiterin von Adolf Loos), 1921–1924[41]
- Otto-Haas-Hof, Wien 20., Winarskystraße 16–20, gemeinsam mit Adolf Loos, Franz Schuster und Karl Dirnhuber, 1924–1926[42]
- Reihenhäuser, Wien 13., Woinovichgasse 2 und 4, in der Werkbundsiedlung Wien, 1930–1932
- Kindergarten in Magnitogorsk, Sowjetunion, 1930er Jahre
- Gemeindebau Barthgasse 5–7, Wien 3., 1949/50[43]
- Kindergarten am Kapaunplatz, Wien 20., 1952[44]
- Gebäude für den Globus-Verlag, Wien 20., Höchstädtplatz 3, 1954–1956, mit Wilhelm Schütte, Fritz Weber und Karl Franz Eder[45][46]
- Gemeindebau Schüttelstraße 3, Wien 2., 1956–1959[47]
- Kindergarten, Wien 11., Rinnböckstraße 47, 1961–1963[44]
- Volxhaus / Ljudski dom, vormals Verlags- und Druckereigebäude des KPÖ-Organs „Volkswille“, Südbahngürtel 24, Klagenfurt, 1948/49

### Schriften (Auswahl)
- Rationalisierung im Haushalt. In: Das neue Frankfurt. Heft 5, S. 120–123. Frankfurt 1927.
- Arbeitssparende Haushaltsführung durch neuen Wohnungsbau. In: Für Bauplatz und Werkstatt. Mitteilungen der württembergischen Beratungsstelle für das Baugewerbe. Band 22 (1927), Nr. 8, S. 45–48.
- Erinnerungen aus dem Widerstand 1938–1945. Volk und Welt, Berlin 1985. Neuausgabe: Erinnerungen aus dem Widerstand: Das kämpferische Leben einer Architektin von 1938–1945. Promedia, Wien, ISBN 3-900478-80-5.
- Warum ich Architektin wurde. Residenz, Salzburg 2004, ISBN 3-7017-1369-3.
- Millionenstädte Chinas: Bilder und Reisetagebuch einer Architektin (1958). Hrsg. von Karin Zogmayer. Springer, Wien 2007, ISBN 3-211-71583-5.